# لوری بارنت
لوری بارنت (انگلیسی: Laurie Barnett؛ ۸ مه ۱۹۰۰ – ۱۳ ژوئن ۱۹۸۲) بازیکن فوتبال اهل بریتانیا بود.
از باشگاه‌هایی که در آن بازی کرده‌است می‌توان به باشگاه فوتبال گینزبورو ترینیتی، باشگاه فوتبال بارنزلی، باشگاه فوتبال منچستر سیتی، باشگاه فوتبال برافورد پارک آونیو، و باشگاه فوتبال بلکپول اشاره کرد.